# Eutychianus
Svatý Eutychianus (Eutychian) byl 27. papežem katolické církve od 4. ledna 275 do 7. prosince 283.

## Život
O tomto papeži není prakticky nic známo. Podle Liber Pontificalis pocházel z Toskánska. Údajně zavedl ritus svěcení polních plodin, ale pravděpodobněji je tento zvyk mnohem pozdějšího data. Také se uvádí, že Eutychián vlastníma rukama pohřbil 324 mučedníků. Ani tento údaj se nezdá být pravděpodobný, neboť zejména po smrti císaře Aureliána v roce 275 se křesťanská církev těšila dlouhému období klidu.
Svatý Eutychián byl pohřben v papežské kryptě Kalixtových katakomb. Byly zde nalezeny fragmenty řeckého nápisu „EUTYCHIANOS EPIS“. V roce 1659 byly jeho ostatky převezeny do Sarzany.
Památku papeže Eutychiána uctívá katolická církev 8. prosince.